# Gala (Burkina Faso)
Pour les articles homonymes, voir Gala.
Ne doit pas être confondu avec Galla (Burkina Faso) ou Gallo (Burkina Faso).
Gala est une commune rurale située dans le département de Gomboro de la province du Sourou dans la région de la Boucle du Mouhoun au Burkina Faso.

## Éducation et santé
Le centre de soins le plus proche de Gala est le centre de santé et de promotion sociale (CSPS) de Gomboro tandis que le centre médical avec antenne chirurgicale (CMA) de la province se trouve à Tougan.